# Wladimir Wassiljewitsch Ustinow

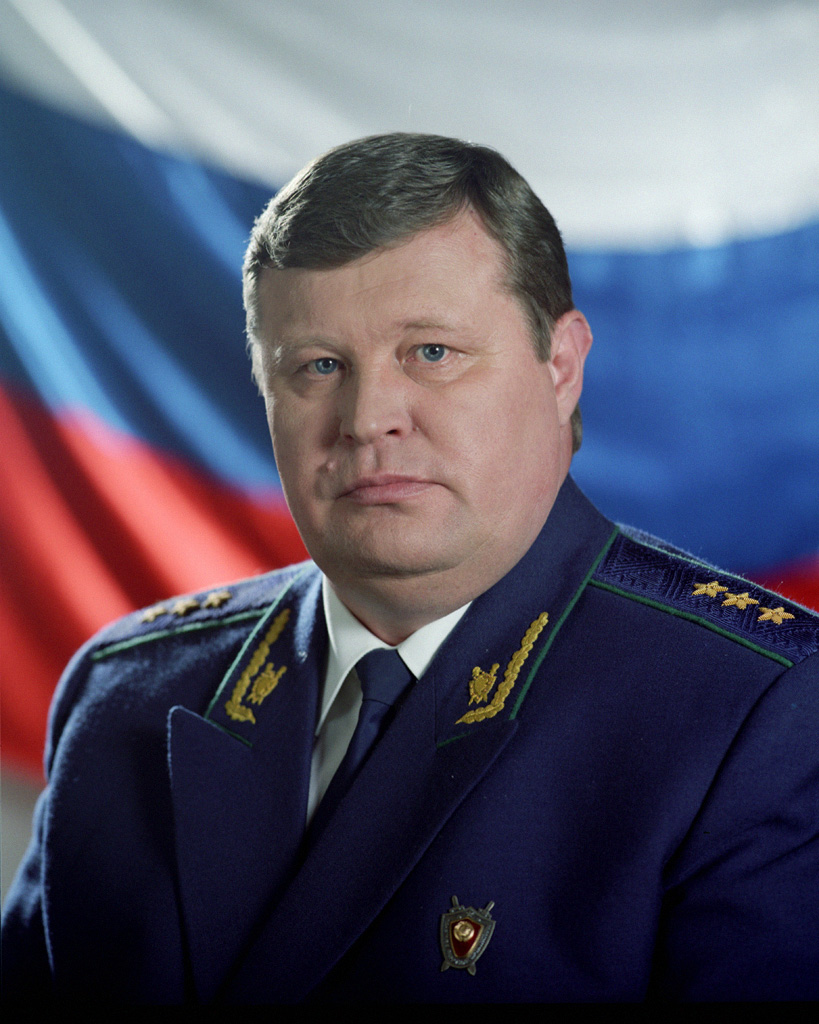
Wladimir Ustinow (2000)

Wladimir Wassiljewitsch Ustinow (russisch Влади́мир Васи́льевич Усти́нов; * 25. Februar 1953 in Nikolajewsk am Amur, Region Chabarowsk) ist ein russischer Politiker und ehemaliger Justizminister Russlands.

## Leben
Er studierte an der Hochschule für Justiz in Charkiw, Ukraine. Anschließend wurde er zunächst Referent eines Staatsanwalts, dann Staatsanwalt, zuletzt in der Stadt Sotschi. Danach wurde er stellvertretender russischer Generalstaatsanwalt und 1999 Russischer Generalstaatsanwalt. 2000 wurde Ustinow zum Wirklichen Staatsrat der Justiz befördert.
Ustinow geriet in Verdacht, unbegründet ein Ermittlungsverfahren wegen Zollbetrugs gegen eine russische Firma eingestellt zu haben. Die Generalstaatsanwaltschaft gilt, insbesondere nach dem Verfahren gegen den ehemaligen Vorstandsvorsitzenden des Erdölkonzerns Jukos, Michail Chodorkowski, als politisches Instrument der Regierung.
Am 23. Juni 2006 ordnete Präsident Putin überraschend einen Ämtertausch von Justizminister Juri Tschaika und Ustinow an. Zum Regierungswechsel am 12. Mai 2008 trat Ustinow den Posten des Justizministers an Alexander Konowalow ab und wurde bevollmächtigter Vertreter des russischen Präsidenten im Föderationskreis Südrussland. 2008 wurde Ustinow erneut zum Wirklichen Staatsrat der Justiz befördert befördert.
Im Zusammenhang mit der völkerrechtswidrigen Annexion der Krim durch Russland wurde Ustinow im April 2018 in die Sanktionsliste der USA aufgenommen. Im sogenannten „Kreml-Bericht“ von Washington werden jene russische Geschäftsmänner und hochrangige Politiker aufgelistet, die Wladimir Putin nahestehen.
Wegen der russischen Provokation bei Kertsch 2018 landete Ustinow im März 2019 auf der Sanktionsliste von Kanada. Im April 2022 wurde Ustinow auf eine Sanktionsliste der Vereinigten Staaten gesetzt.